# Волосатов, Георгий Павлович
Георгий Павлович Волоса́тов (1908—1972) — советский конструктор артиллерийского вооружения. Герой Социалистического Труда. Лауреат трёх Сталинских премий.

## Биография
Сирота, был беспризорником, потом воспитывался в детском доме.
Окончил школу ФЗО и рабфак. С 1929 года - студент Ленинградского политехнического института. В 1930 г. в связи с реформой высшей школы ЛПИ разделен на отраслевые вузы. Приказом №77 за подписью директора ЛПИ Я.Х. Давтяна Г.П. Волосатов переведен на второй курс военно-механического факультета Ленинградского машиностроительного института (отраслевого вуза ЛПИ). В 1932 году на базе этого факультета образован Ленинградский военно-механический институт.  В 1932—1934 годах Г.П. Волосатов учился в ЛВМИ (диплом с отличием).
Работал в конструкторском бюро Е. Г. Рудяка (завод № 232), в конце 1930-х годов занимался разработкой 406-мм орудия Б-37 (автор конструкции затвора).
С 14 июня по 17 декабря 1941 года — директор завода «Большевик» (сменил на этом посту Д. Ф. Устинова).
С 1943 года начальник отдела, начальник Управления в наркомате (министерстве) вооружений, начальник Главных управлений в Министерстве оборонной промышленности СССР, инженер-конструктор ЦАКБ.
Похоронен на Введенском кладбище (29 уч.).

## Награды
- Герой Социалистического Труда[1]
- орден Ленина
- Сталинская премия I степени (10 апреля 1942) — за разработку новых типов морского артиллерийского вооружения
- Сталинская премия II степени (1946) — за разработку конструкции новых образцов морского артиллерийского вооружения
- Сталинская премия I степени (1951) — за работу в области военной техники
- орден Отечественной войны I степени (28 июля 1947)
- медали